# Katamdevarhalli, Chitapur
Katamdevarhalli là một làng thuộc tehsil Chitapur, huyện Gulbarga, bang Karnataka, Ấn Độ.